# Эттер, Филипп
Филипп Эттер (нем. Philipp Etter; 21 декабря 1891 года, Менцинген, кантон Цуг, Швейцария — 23 декабря 1977 года, Берн, Швейцария) — швейцарский политик, президент.

## Биография
Филипп Эттер изучал право в университете Цюриха. В 1917 году получил диплом лиценциата и патент адвоката. Через год, являясь членом Консервативной народной партии и редактором „Цугер Нахрихтен“, избран в кантональный парламент Цуга. В 1922 году он переместился в правительство кантона, где возглавлял департаменты образования и военный. С 1927 по 1928 год был главой правительства. В 1934 году, после неожиданной отставки Жана-Мари Мюзи, избран на его место в Федеральном совете.
- 1 января 1927 — 31 декабря 1928 — глава правительства (ландсман) кантона Цуг.
- 28 марта 1934 — 19 ноября 1959 — член Федерального совета Швейцарии.
- 1934 — 31 декабря 1959 — начальник департамента (министр) внутренних дел.
- 1937, 1941, 1946, 1952 — вице-президент Швейцарии.
- 1938, 1942, 1947, 1953 — президент Швейцарии.

Во время Второй мировой войны, Эттер проводил осторожную политику по отношению к Германии и дружественную по отношению к Италии. В послевоенный период его деятельность была направлена на создание Швейцарского национального фонда научных исследований, строительство горных дорог, развитие системы пенсионного страхования и внедрение обязательного страхования по недееспособности.